# 卡拉秋克河
卡拉秋克河（烏克蘭語：Каратюк），是烏克蘭的河流，位於該國東南部，屬於別爾達河的左支流，發源自舍夫琴基夫斯凱西南面，流經扎波羅熱州和頓涅茨克州，河道全長28公里，流域面積243平方公里。